# Stefan Kamiński (biskup)

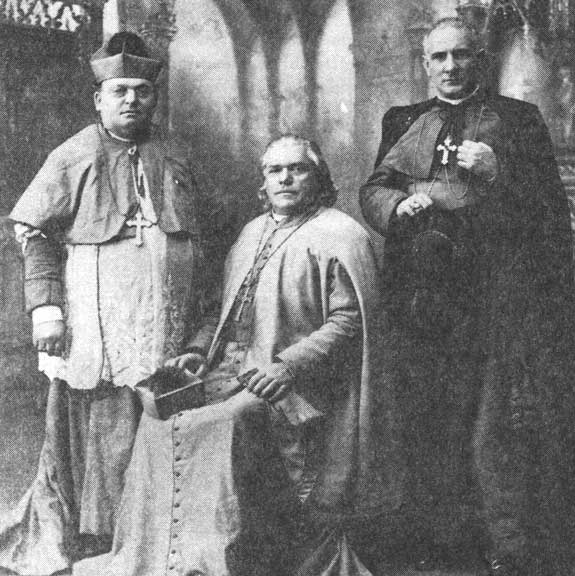
Stefan Kamiński (z lewej) w towarzystwie biskupów Mar Tymoteusza I i Miraglia-Gulottiego

Stefan Kamiński, Fryderyk Roeder, ang. Stephen Kaminski (ur. 1859, zm. 19 września 1911 w Buffalo) – biskup i zwierzchnik Polskiego Niezależnego Kościoła Katolickiego w Stanach Zjednoczonych Ameryki.

## Życiorys

### Droga do kapłaństwa
Stefan Kamiński alias Fryderyk Roeder (Rother) pochodził z Pomorza. Z zawodu był organistą. Służył w wojsku pruskim, za fałszerstwo dokumentów przebywał dwa lata w więzieniu. Po odbyciu kary w 1884 wyjechał z Królestwa Prus do Stanów Zjednoczonych Ameryki.
Będąc na emigracji poczuł powołanie do życia duchownego i wstąpił do franciszkanów. Macierzysty klasztor w Pulaski w stanie Wisconsin szybko jednak opuścił. Później podejmował się różnych zajęć m.in. pracował w domu opieki w Manitowoc w stanie Wisconsin, a także jako parobek na farmie. W końcu objął posadę organisty w polonijnej parafii niezależnej w Detroit. Wszedł tam jednak w spór z proboszczem Dominikiem Kolasińskim. W konsekwencji związał się z grupą starokatolicką, której przewodniczył arcybiskup, Joseph René Vilatte (Mar Tymoteusz I).

### Ksiądz polskokatolicki
24 sierpnia 1894 w Cleveland Mar Tymoteusz I wyświęcił Stefana Kamińskiego na księdza. Po ordynacji Stefan Kamiński podjął się działalności duszpasterskiej w niezależnych parafiach polonijnych. W 1895 próbował prowadzić parafię polskokatolicką św. Pawła w Omaha w stanie Nebraska. Ośrodek ten stał się miejscem ostrego konfliktu w łonie miejscowej Polonii, walk o kościół i w konsekwencji doprowadził do podpalenia i zniszczenia świątyni niezależnej parafii. Później przez kilka miesięcy Stefan Kamiński działał w Freeland w stanie Pensylwania i New Britain w stanie Connecticut. W 1896 został zaproszony na proboszcza niezależnej parafii polonijnej w Buffalo.
W 1896 Stefan Kamiński stanął na czele niezależnej parafii polonijnej Matki Bożej Różańcowej w Buffalo. W tym samym roku na zjeździe przedstawicieli parafii narodowych został wybrany biskupem Polskiego Niezależnego Kościoła Katolickiego zwanego też Kościołem Polskokatolickim w Ameryce Północnej.

### Biskup Polskiego Niezależnego Kościoła Katolickiego
Po formalnym ukonstytuowaniu się Kościoła polskokatolickiego w Buffalo Stefan Kamiński jako biskup elekt podjął starania o uzyskanie sakry biskupiej. W tym celu w 1897 próbował nawiązać przyjazne relacje Kościołami starokatolickimi w Europie. Unia Utrechcka Kościołów Starokatolickich miała już jednak swojego przedstawiciela w Stanach Zjednoczonych Ameryki i nie zamierzała wpływać na autonomię ordynariusza diecezji starokatolickiej w Chicago.
Starokatolicki biskup Antoni Kozłowski nie był skłonny do udzielenia Stefanowi Kamińskiemu święceń. Ostatecznie konsekratorem Kamińskiego został jego wieloletni znajomy  arcybiskup Mar Tymoteusz I, który 20 marca 1898 w Buffalo udzielił mu święceń biskupich w zamian za pomoc finansową, która była symonią. W sakrze biskupa Kamińskiego asystowali dwaj polscy proboszczowie niezależni działający w Stanach Zjednoczonych Ameryki: Franciszek Kołaszewski i Władysław Dębski.
Akt konsekracji Stefana Kamińskiego na biskupa spotkał się z natychmiastową reakcją Stolicy Apostolskiej. 9 września 1898 papież Leon XIII potępił tę ceremonię i uznał Stefana Kamińskiego za ekskomunikowanego.
Przez kilkanaście następnych lat biskup Kamiński rozbudowywał swój Kościół. Wyświęcił kilkunastu księży. Rozpoczął wydawanie gazety polonijnej „Warta”. Nigdy jednak nie zdołał zebrać więcej niż 35 tysięcy wiernych skupionych w 14 parafiach.

### Konsekwencje śmierci biskupa
Po śmierci biskupa Stefana Kamińskiego w 1911 założony przez niego Polski Niezależny Kościół Katolicki był w administrowaniu księdza Leona Zakrzewskiego. W 1914 połączył się z Polskim Narodowym Kościołem Katolickim i stał się zalążkiem diecezji Buffalo-Pittsburgh PNKK. Część wiernych Kościoła Polskokatolickiego w Ameryce Północnej, która nie przystąpiła do PNKK, założyła odrębną denominację chrześcijańską, która w późniejszym czasie przyjęła nazwę Kościoła Starokatolickiego Mariawitów w Ameryce Północnej.
Śmierć Stefana Kamińskiego pozwoliła na zwiększenie liczby wiernych i rozbudowę struktur PNKK w Stanach Zjednoczonych Ameryki, przede wszystkim jednak doprowadziła do stworzenia z Polskiego Narodowego Kościoła Katolickiego jedynej reprezentacji Unii Utrechckiej Kościołów Starokatolickich w Stanach Zjednoczonych Ameryki oraz do uczynienia tego Kościoła jedyną reprezentacją polskiego niezależnego ruchu religijnego w USA.